# Suzuki RM
Die RM-Baureihe ist eine Modellfamilie von Zwei- und Viertakt-Motorrädern des Herstellers Suzuki. RM steht dabei für „Racing Model“ (Rennsport-Modell) und bezeichnet Motorräder, die speziell für Motocrossrennen ausgelegt sind. Mit der RM 125 M wurde 1975 das erste Modell der Serie vorgestellt. 1976 folgten die RM 125 A, RM 250 A, und die RM 370 A. Der Vorgänger der RM-Baureihe war die TM-Beireihe. Diese umfasste folgende Modelle: TM 75, TM 100, TM 125, TM 250 und TM 400. 
Folgende Modelle der RM-Baureihe werden bis heute produziert:
- RM-Z 250 (Viertakt)
- RM-Z 450 (Viertakt)
- RM 85 (Zweitakt)
- RM 250 (Zweitakt die Produktion wurde 2008 eingestellt, im Jahr 2012 wurde diese nochmal von Suzuki produziert, aktuell findet keine Produktion statt)
- RM 125 (Zweitakt die Produktion wurde 2008 eingestellt, aktuell findet keine Produktion statt)

Die Suzuki RM 500 wurde von 1983 bis 1985 gebaut. 1981 kam die Suzuki RM 465 X auf den Markt. Sie war das erste RM 465-Modell mit der Full-Floater-Umlenkung und beendete die Twinshock-Ära. Die RM 465 wurde bis 1982 gebaut. Das 1982er Modell erkennt man an dem 38-mm-Flachschiebervergaser statt des 36-mm-Mikuni-Rundschiebervergasers wie im 1981er Modell. 1983 kam dann die erste RM 500 auf den Markt, mit 492 cm³ und einer vorderen Duplex-Bremsanlage. Das Modell wurde bis 1984 in dieser Ausführung gebaut.
1985 bekam die RM 500 vorne eine Scheibenbremse sowie goldene Felgen. Mit ihr ging die Ära der großen 2-Takt-Motocrossmaschinen von Suzuki zu Ende.
Seit dem Modelljahr 1990 werden alle RMs mit Upside-down-Gabeln ausgerüstet. Dadurch wurde insbesondere das Gewicht der ungefederten Masse verringert und eine größere Steifigkeit durch die größere Aufnahmen in der Gabelbrücke erreicht.